# American III: Solitary Man
American III: Solitary Man è il cinquantaquattresimo album in studio, e terzo album della serie American, pubblicato dal cantautore country Johnny Cash nel 2000.
È stato prodotto da Rick Rubin e pubblicato dalla American Recordings. L'artista ottenne il Grammy Award per la miglior performance maschile nella musica country con il brano Solitary Man.

## Descrizione
È composto da 10 cover e 4 brani originali. Tra l'uscita di Unchained e Solitary Man, le condizioni di salute di Cash peggiorarono notevolmente a causa di molteplici fattori, ed egli venne ricoverato in ospedale per polmonite, e la malattia lo costrinse a cancellare il previsto tour. L'album American III: Solitary Man include riferimenti da parte di Cash alla sua malattia, esemplificati da una versione di I Won't Back Down di Tom Petty, e da One degli U2. Cambiamenti nella voce di Cash dovuti ai suoi problemi di salute sono riscontrabili in molte tracce presenti sul disco.

## Tracce
1. I Won't Back Down – 2:09 (Tom Petty, Jeff Lynne) – Pubblicata da Tom Petty su Full Moon Fever (1989)
2. Solitary Man – 2:25 (Neil Diamond) – Pubblicata da Diamond come singolo (1966)
3. That Lucky Old Sun (Just Rolls Around Heaven All Day) – 2:35 (Haven Gillespie, Beasely Smith) – Hit di Frankie Laine (1949)
4. One – 3:53 (Bono, Adam Clayton, The Edge, Larry Mullen) –) – Pubblicata dagli U2 su Achtung Baby (1991)
5. Nobody – 3:14 (Egbert Williams) – Pubblicata da Bert Williams nel 1906
6. I See a Darkness – 3:42 (Will Oldham) – Pubblicata da Bonnie 'Prince' Billy su I See a Darkness (1999)
7. The Mercy Seat – 4:35 (Nick Cave, Mick Harvey) – Pubblicata da Nick Cave su Tender Prey (1988)
8. Would You Lay with Me (In a Field of Stone) – 2:41 (David Allan Coe) – Pubblicata da Tanya Tucker su Would You Lay with Me (In a Field of Stone) (1974)
9. Field of Diamonds – 3:15 (Cash, Jack Routh) – Pubblicata da Johnny Cash e Waylon Jennings su Heroes (1986)
10. Before My Time – 2:55 (Cash)
11. Country Trash – 1:47 (Cash) – Pubblicata da Cash sull'album Any Old Wind That Blows (1973)
12. Mary of the Wild Moor – 2:32 (Dennis Turner) – Pubblicata dai The Louvin Brothers su Tragic Songs of Life (1956)
13. I'm Leavin' Now – 3:07 (Cash) – Pubblicata da Cash su Rainbow (1985)
14. Wayfaring Stranger – 3:19 (Traditional)

## Formazione
- Johnny Cash – voce, chitarra
- Norman Blake – chitarra
- Mike Campbell – chitarra
- June Carter Cash – voce (9)
- Laura Cash – violino
- Sheryl Crow – voce (9), fisarmonica (12,14)
- Merle Haggard – chitarra e voce (13)
- Will Oldham – voce (6)
- Larry Perkins – chitarra
- Tom Petty – voce e organo (1), voce (2)
- Randy Scruggs – chitarra
- Marty Stuart – chitarra
- Benmont Tench – piano, organo e armonium

## Classifiche
| Classifica (2022) | Posizione massima |
| ----------------- | ----------------- |
| Grecia            | 54                |